# Wanatawang
Wanatawang is een bestuurslaag in het regentschap Brebes van de provincie Midden-Java, Indonesië. Wanatawang telt 8028 inwoners (volkstelling 2010).